# Cologny
Cologny [kɔlɔɲi] ist eine politische Gemeinde des Kantons Genf in der Schweiz.
Die Gemeinde am linken Genferseeufer umfasst das Dorf Cologny und unter anderem die Weiler La Belotte und Ruth. Seit dem ausgehenden 17. Jahrhundert sind in der Gemeinde immer wieder in grosser Zahl weitläufige Landhäuser der Genfer Oberschicht entstanden, welche das Ortsbild bis heute entscheidend prägen. Die Stadtnähe und landschaftliche Integrität des Ortes haben über die letzten Jahrhunderte hinweg immer wieder Prominente aus aller Welt anzuziehen gewusst, so ist die Gemeinde unter anderem auch mit Lord Byron (nach dem in der Gemeinde eine Aussichtsplattform auf den See benannt ist), Mary Shelley oder John Polidori verbunden.
Cologny ist Hauptsitz des Weltwirtschaftsforums (WEF) und zählt gemeinhin zu den wohlhabendsten Gemeinden des Kantons Genf respektive der gesamten Schweiz.

## Geographie
Gemäss dem Bundesamt für Statistik zählt die Gemeinde eine Fläche von 3,67 km², davon entsprechen 78 % bebauter Wohnfläche, 17 % Landwirtschaftsfläche, 4 % Waldfläche und knapp 1 % ungenutzter Fläche.
Die Nachbarsgemeinden von Cologny sind in nördlicher Richtung Collonge-Bellerive, nordöstlich Vandœuvres, südöstlich Chêne-Bougeries und in Richtung Süden Genf. Die Gemeinde unterteilt sich in die Kleinquartiere Saint-Paul, Stade-de-Frontenex, Rampe-de-Cologny, Cologny-Village, Ruth-Nant d’Argent und Prés-de-la-Gradelle.
Die Gemeinde erstreckt sich entlang des Ufers des Genfersees.

Historisches Luftbild von Werner Friedli von 1966

## Geschichte
1208 ist die Gemeinde unter dem Namen Colognier erwähnt. Im Weiler La Belotte findet man Siedlungen am Seeufer aus der Jungsteinzeit. Das Wappen der Gemeinde erinnert an die Landung der eidgenössischen Flotte am 1. Juni 1814 auf dem von den Franzosen besetzten Strand. An solchen Säulen wurden früher Schiffe festgemacht.
Seit dem 17. und 18. Jahrhundert wurden in Cologny immer wieder französische Verlagshäuser gegründet, welche sicherstellen konnten, dass Bücher, welche in der französischen Staatssphäre der Zensur unterlegen wären, frei publiziert werden konnten.
Mit der stetigen Entwicklung Genfs inszenierte sich Cologny zunehmend auch als bevorzugte Wohngegend der städtischen Oberschicht, welche in grossem Stil weitläufige Landhäuser zu errichten begann. Als berühmtestes Beispiel gilt hier gemeinhin die Villa Diodati, in welcher unter anderem Lord Byron, Mary Shelley und Percy Bysshe Shelley den Sommer im Jahr 1816 verbrachten. Aufgrund des schlechten Wetters in jenem Jahr vergnügten sich die Gäste der Villa damit, sich gegenseitig Horrorgeschichten zu erzählen. In diesem Zusammenhang entstanden auch die Werke Frankenstein von Mary Shelley als auch Der Vampyr von John Polidori.
War die Gemeinde bis in die zweite Hälfte des 20. Jahrhunderts zu einem guten Teil noch landwirtschaftlich geprägt, ist sie heute vor allem als grossflächiges Villenquartier zu klassifizieren.

## Bevölkerung
| Bevölkerungsentwicklung | Bevölkerungsentwicklung | Bevölkerungsentwicklung | Bevölkerungsentwicklung | Bevölkerungsentwicklung | Bevölkerungsentwicklung | Bevölkerungsentwicklung | Bevölkerungsentwicklung | Bevölkerungsentwicklung | Bevölkerungsentwicklung | Bevölkerungsentwicklung | Bevölkerungsentwicklung |
| ----------------------- | ----------------------- | ----------------------- | ----------------------- | ----------------------- | ----------------------- | ----------------------- | ----------------------- | ----------------------- | ----------------------- | ----------------------- | ----------------------- |
| Jahr                    | 1850                    | 1900                    | 1950                    | 2000                    | 2007                    | 2010                    | 2012                    | 2014                    | 2015                    | 2016                    | 2017                    |
| Einwohner               | 541                     | 773                     | 1339                    | 4697                    | 4936                    | 4870                    | 4830                    | 5098                    | 5500                    | 5461                    | 5502                    |

## Sehenswürdigkeiten

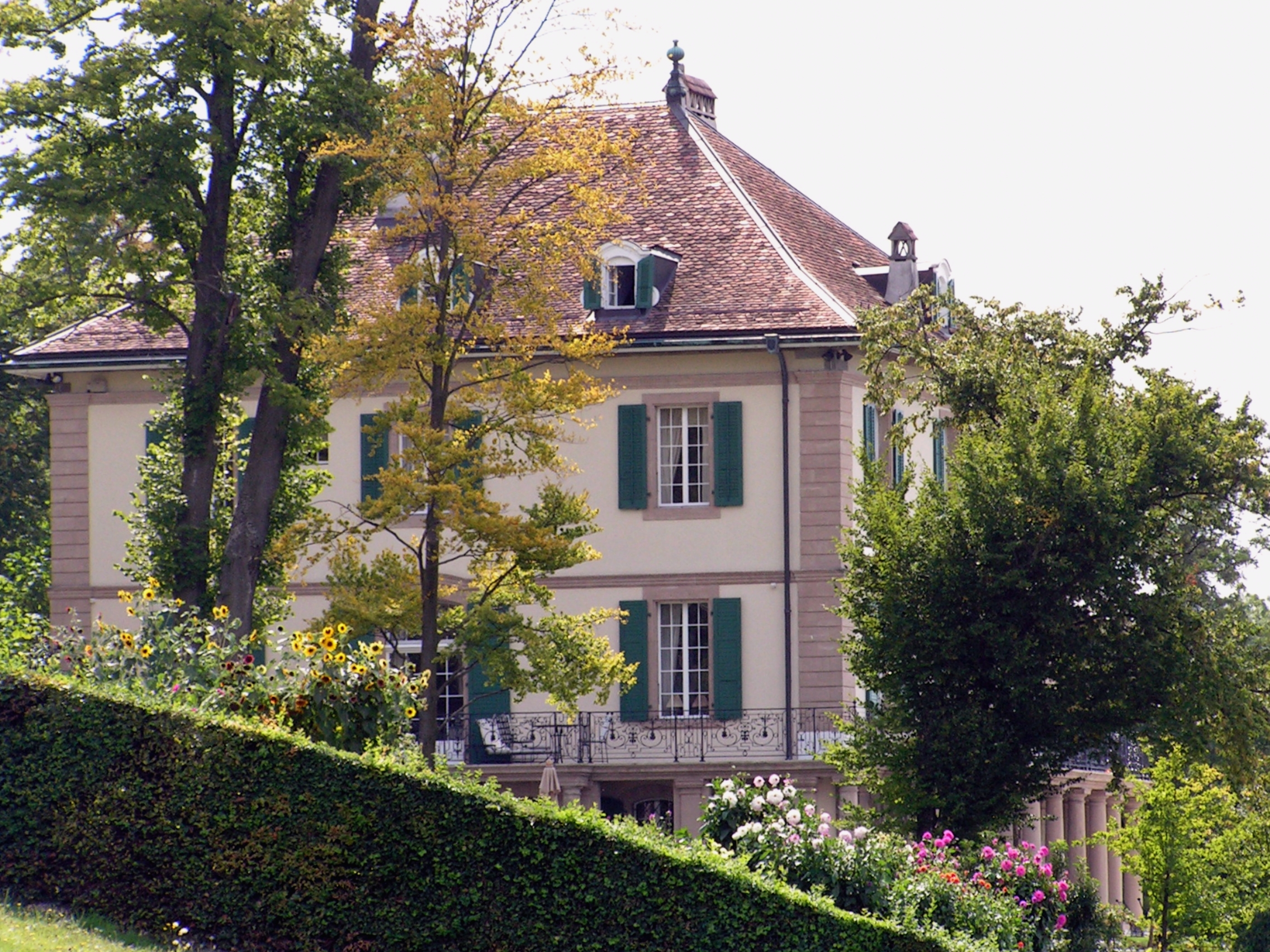
Villa Diodati, Inspirationsstätte für den Roman Frankenstein
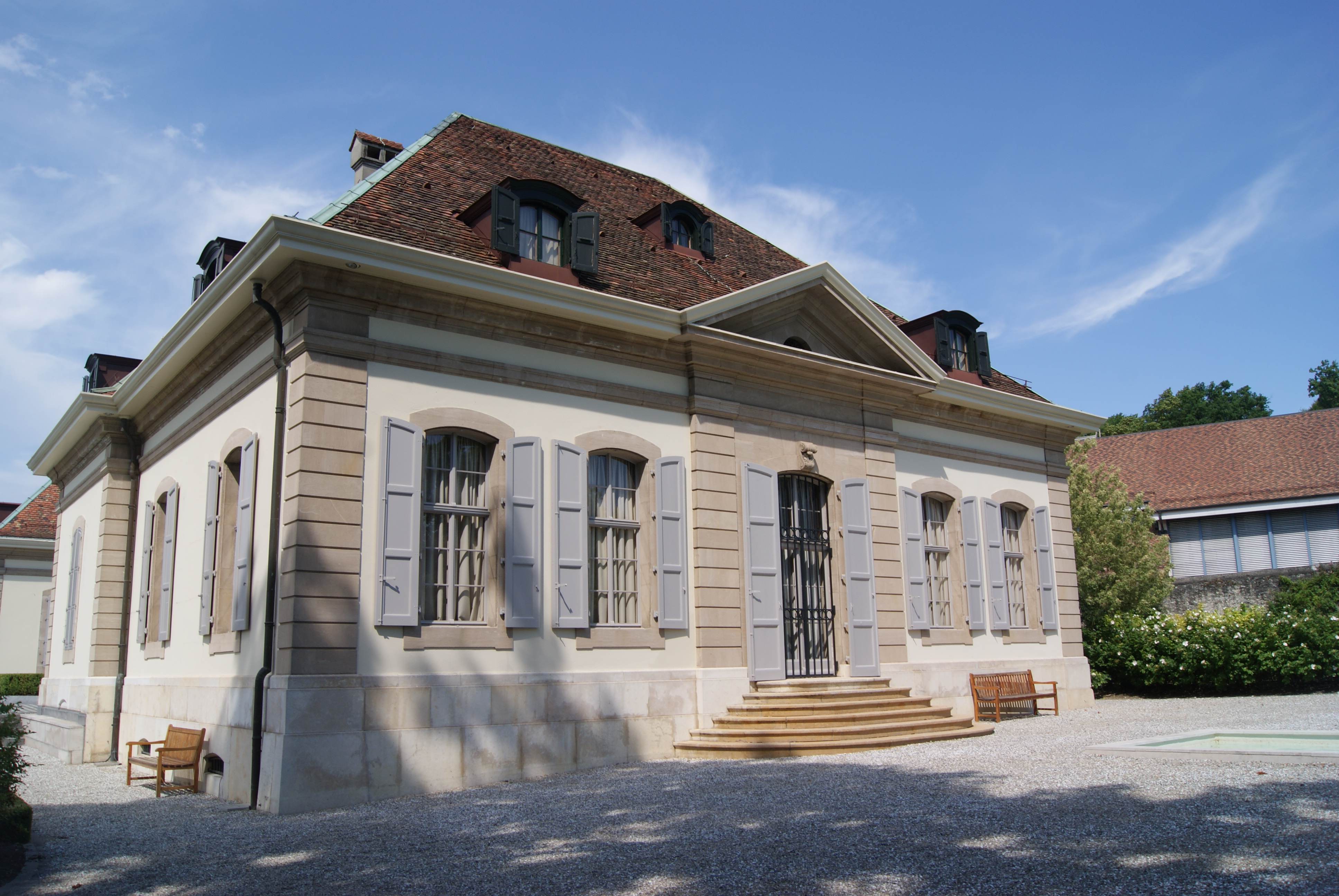
Fondation Martin Bodmer
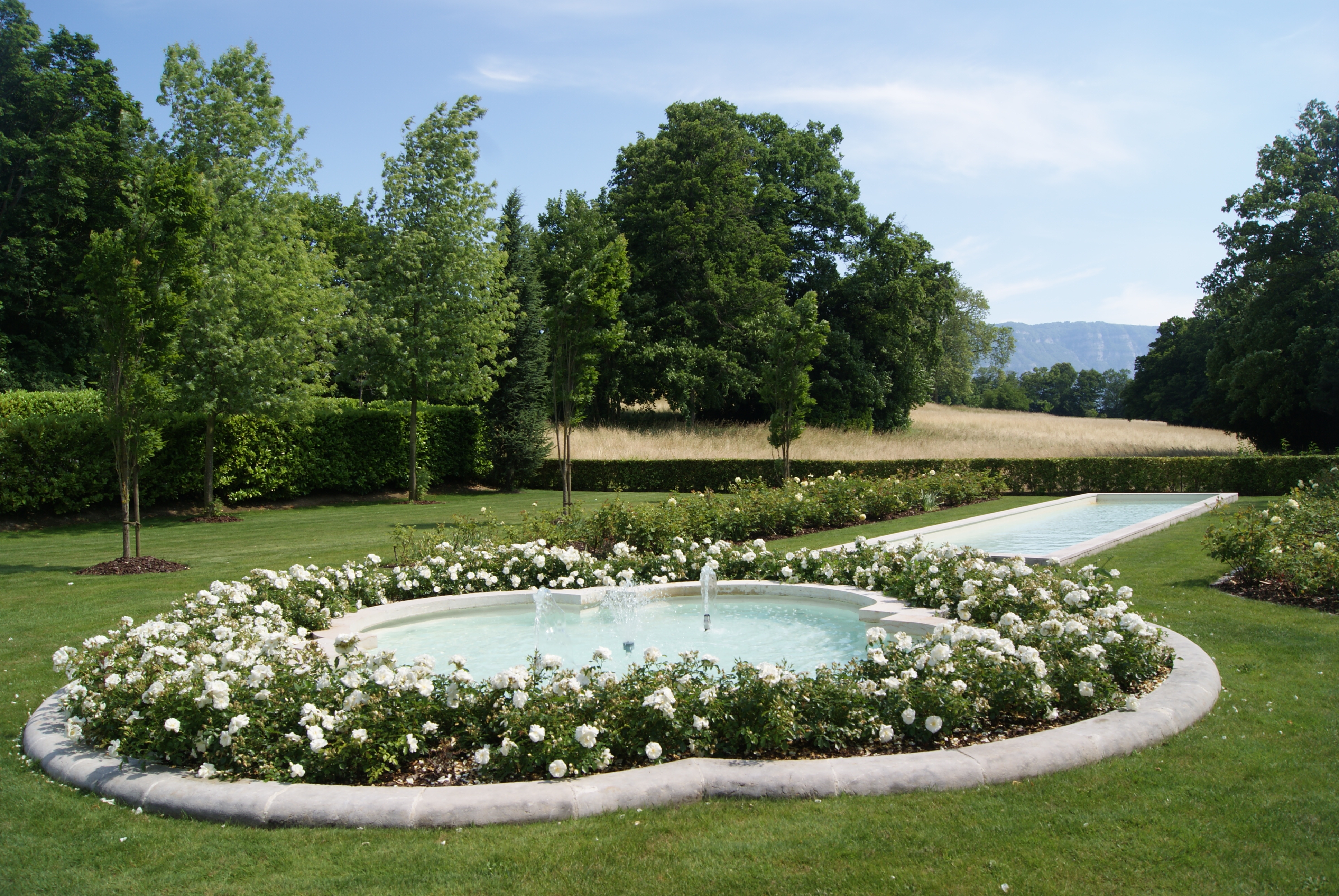
Rosengarten der Fondation Martin Bodmer
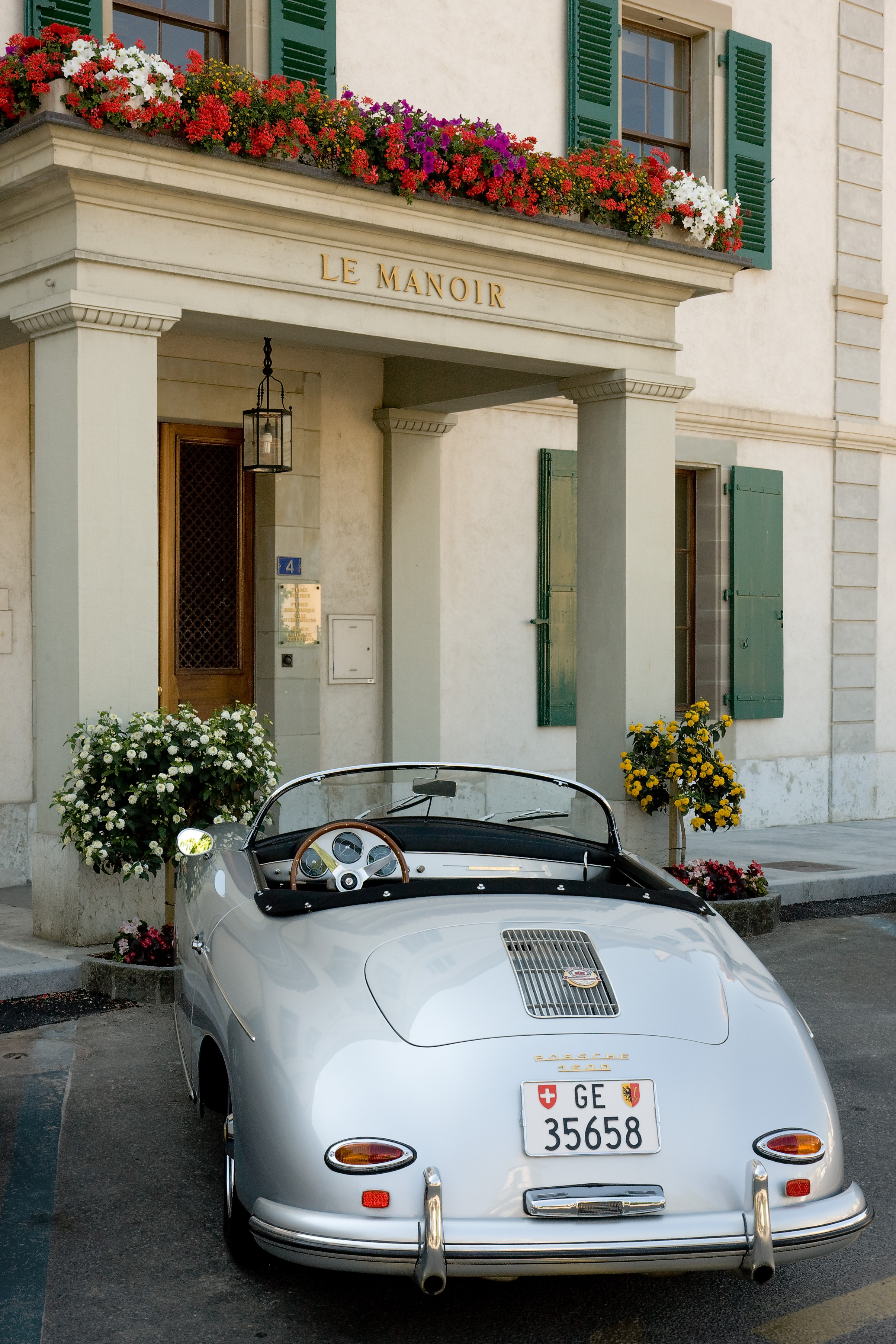
Kulturzentrum Le Manoir
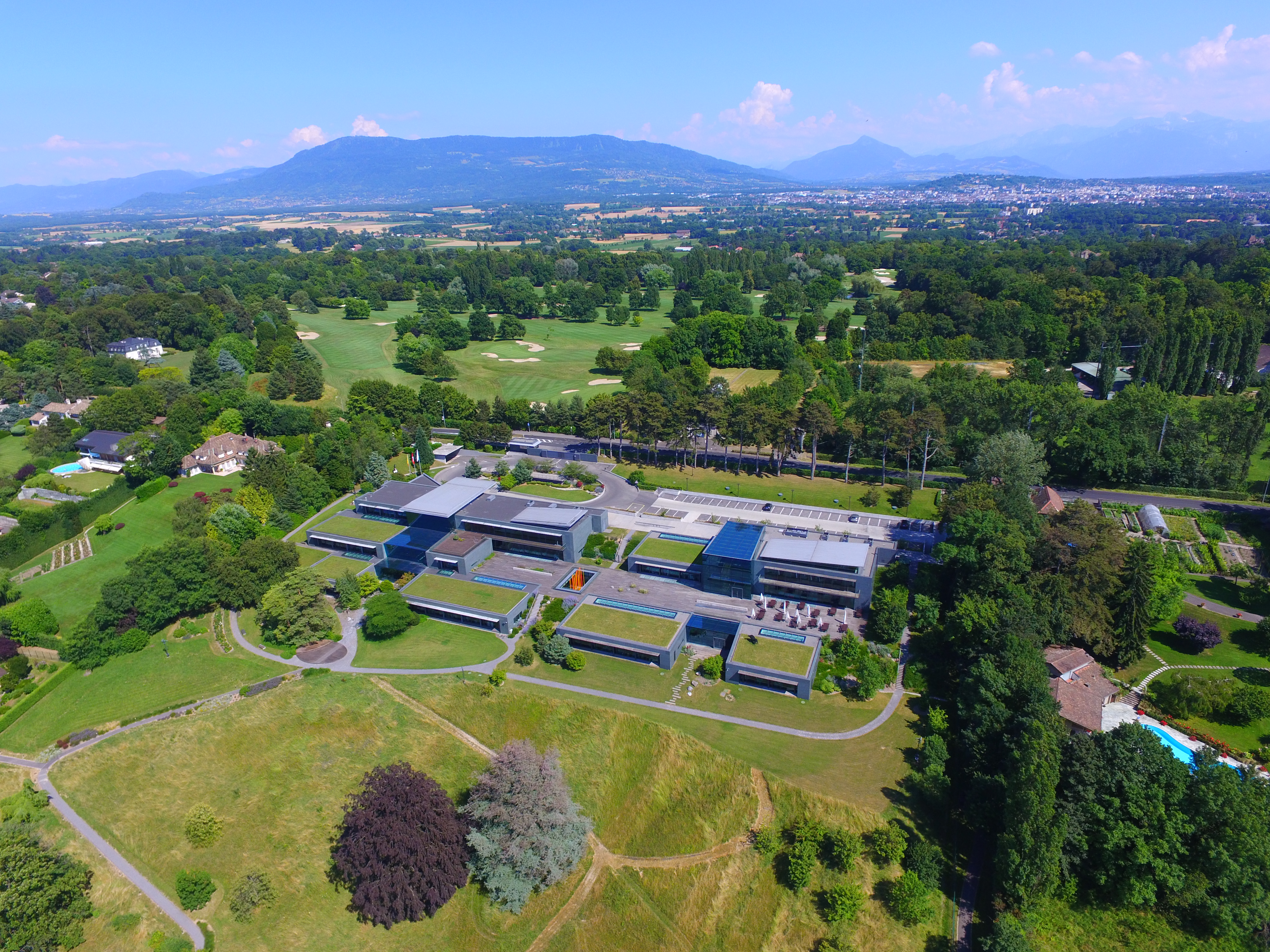
Hauptsitz des Weltwirtschaftsforums

- Die Kirche Saint-Paul Grange-Canal[10].
- Die Bibliotheca Bodmeriana, ein von Martin Bodmer gestiftetes Literaturmuseum, welches seit 2015 zum Weltdokumentenerbe der UNESCO zählt.[11]
- Das Weltwirtschaftsforum (WEF) unterhält seinen Hauptsitz in Cologny.

## Verkehr
Durch Cologny führt die internationale Strasse nach Thonon-les-Bains, deren Abschnitt in der Schweiz die Hauptstrasse 105 bildet. Bei Cologny folgt die Strasse zum grössten Teil als Quai de Cologny dem südlichen Ufer des Genfersees.
In Cologny verkehrt der Trolleybus Genf, der vom Verkehrsunternehmen Transports publics genevois (TPG) betrieben wird.

## Sonstiges
- Mary Shelley schrieb in der Villa Diodati den Roman Frankenstein.
- In Cologny wurde der spätere Bundesrat Gustave Ador geboren.
- Die Heroine aus Albert Cohens Roman Die Schöne des Herrn, Ariane Deume, lebt zusammen mit der Familie ihres Mannes an einer fiktiven Adresse in Cologny.

## Persönlichkeiten
- Gustave Ador, Politiker der Liberalen Partei der Schweiz, Bundesrat und Präsident des IKRK
- Jean Alesi, italienisch-französischer Automobilrennfahrer
- Charles Aznavour, armenisch-französischer Chansonnier und Schauspieler
- Lord Byron, britischer Dichter
- Patrick Drahi, israelisch-französischer Unternehmer
- Fritz-Aurel Goergen, deutscher Industrie-Manager
- Edouard de Haller, Jurist, Diplomat, Botschafter des Bundesrates für Internationale Hilfswerke
- Gulnora Karimova, usbekische Politikerin
- Jean-Claude Killy, französischer Skirennläufer
- David-François Munier, evangelischer Geistlicher und Hochschullehrer
- Jaques-Louis Reverdin, Chirurg
- René Ricolfi-Doria, Schwimmer und Wasserballspieler
- Dmitri Rybolovlev, russischer Unternehmer
- Hilde Schwab, Unternehmerin und Stifterin
- Klaus Schwab, deutscher Ökonom, Gründer Weltwirtschaftsforum
- Frank Thomas, evangelischer Geistlicher und Hochschullehrer
- Gennadi Nikolajewitsch Timtschenko, russisch-finnischer Oligarch
- Gérard Wertheimer, französischer Unternehmer